# Клепаров
Клепа́ров (укр. Клепарів, пол. Kleparów) — местность в Шевченковском районе Львова в государстве Украина, бывший пригород.

## История
Эта местность известна ещё с XIII века, когда Даниил Галицкий сооружал вокруг Львова укрепление для защиты от татар. Местность названа по имени немецкого мещанина Ганко Клепера, который купил пивное производство в Краковском предместье Львова. В 1419 году он построил здесь имение Клеппергоф (что со временем трансформировалось в «Клепаров»).
В 1535—1560 годах город выкупил это богатое имение с хорошими землями, прудами и виноградникам (Клепаров славился выращиванием винограда и отбеливанием полотна). Жители Клепарова занимались огородничеством и садоводством, в средние века здесь был выведен особый вид черешни — череха, которые находились под городской охраной и до сих пор именуется по названию предместья (англ. Sour Cherry of Kleparow,фр. Griotte de Kleparow). В XIX веке здесь провели железную дорогу. В 1908 году через Клепаров прошёл электрический трамвай.
Часть Клепарова в середине XIX — начале 1940-х была районом расселения евреев, в 1941—1943 — также частью организованного нацистами львовского еврейского гетто. По названию местности названы улица Клепаровская, крупнейшая в районе, и железнодорожная станция (вагонное депо, через которое сотни тысяч галицких евреев были отправлены в лагеря уничтожения).

## Примечательные места и сооружения

Обелиск на горе Казней

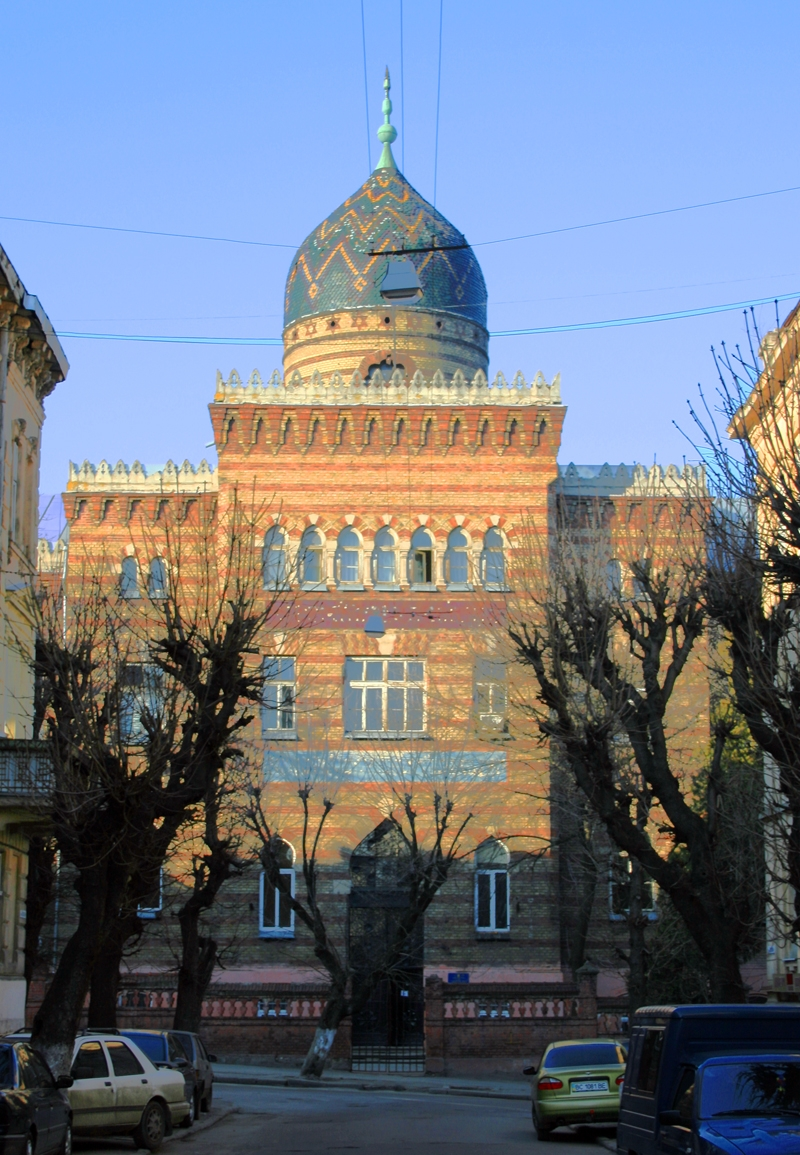
Бывшая еврейская общинная больница, ныне родильное отделение 3-й горбольницы

- Место казней (пол. Góra Stracenia; гора Смертных казней, гора Гицля, Гицлевская гора) — взгорье между ул. Клепаровской и Домом инвалидов. В течение двух столетий здесь происходили смертные казни преступников. В 1847 г. на горе Казней были повешены польские патриоты Теофил Висьнёвский и Юзеф Капусциньский, которые готовили антиавстрийское восстание. По инициативе вице-президента города Михала Михальского в июле 1895 г. львовское мещанство поставило на горе скромный мраморный обелиск на постаменте из больших глыб камня работы скульптора Юлиана Марковского с памятной надписью. Тогда же был благоустроен парк на склонах горы, который получил название парка Висьнёвского. В 1914—1915 годах, во время Первая Первой мировой войны, австрийские власти казнили участников галицко-русского движения за симпатии к России и предполагавшийся шпионаж в её пользу. В послевоенные советские времена, с конца 1940-х парк назвали Партизан. На этой же горе жил городской живодёр (гицель), отсюда ещё одно название Гицлевская гора[источник не указан 4376 дней].
- Краковский рынок, построенный в 1950-х на месте разрушенного нацистами во время Второй мировой войны старого еврейского кладбища.
- Раппапорта, до 1939 — «Бет Хулим», еврейская общинная больница и приют для еврейских нищих, с советского времени — родовое отделение 3-й городской клинической больницы. Здание спроектировано в мавританском стиле и украшено восточными и еврейскими символами, в архитектуре напоминает наибольшую в Восточной Европе синагогу в Будапеште. Автор проекта — Казимир Мокловский, реализация проекта — Иван Левинский.
- Ул. Золотая, 40 и 40-а при Польши был стадион еврейского спортивного клуба «Гасмонеа», при СССР — стадион «Торпедо». С 1980-х здесь происходила несанкционированная торговля радио- и электротехническими товарами, которая позже происходила на горе Казней.
- Золотая, 4 при Польше — Городской приют для детей-сирот, при СССР и ныне — общежитие Львовского института экономики и туризма.
- Золотая, 6 — Галицкое отделение Межрегиональной академии управления персоналом и общежитие Львовского кооперативного колледжа экономики и права.
- Ул. Шведская, 3 — Львовская парфюмерно-косметическая фабрика.
- Ул. Батуринская, 16 — штаб Западного оперативного командования (прежде — штаб Прикарпатского военного округа).
- Ул. Ветеранов, 11 — при Польше учительская семинария № 6; с 1950-х — музыкально-педагогическое училище № 2 и неполная украинская средняя школа № 53.
- Базарная, 20 — при СССР — проектно-конструкторский институт конвейеростроения объединения «Конвейер», после банкротства которого в годы украинской независимости в 1990-х годах здание был переоборудован под торговые павильоны.
- Леонтовича, 2 — при Польше — мужская и женская школа Святой Анны; при СССР — русская средняя школа рабочей молодежи № 5, русская неполная средняя школа № 43, детско-юношеская спортивная школа «Олимпийские резервы» по легкой атлетике; с 1990-х — Львовская юридическая гимназия с украинским языков обучения.